# サッカーの園
『サッカーの園～究極のワンプレー～』（サッカーのその きゅうきょくのワンプレー）は、NHK BS1で不定期に放送されているサッカーを題材にした情報バラエティ番組。
毎回1つのテーマに沿って様々なスーパープレーを取り上げ、ゲストと共に選手の匠の技やプレーの舞台裏に迫る。番組の最後に司会の前園真聖が「究極のプレー」を決定する。

## 出演者
司会
- 前園真聖
- 柴田英嗣（アンタッチャブル）

## 放送日程
| ＃ | 放送日         | テーマ                                              | スタジオゲスト                                                         |
| -- | -------------- | --------------------------------------------------- | ---------------------------------------------------------------------- |
| 1  | 2020年02月08日 | ラストパス                                          | 名波浩、清水英斗                                                       |
| 2  | 2020年02月15日 | スーパーセーブ                                      | 本並健治、中澤佑二、清水英斗                                           |
| 3  | 2020年06月27日 | Jリーグ 好プレー珍プレー!前編                       | 中澤佑二                                                               |
| 4  | 2020年07月06日 | Jリーグ 好プレー珍プレー!後編                       | 中澤佑二                                                               |
| 5  | 2020年08月29日 | フリーキック                                        | 名波浩、清水英斗                                                       |
| 6  | 2020年09月06日 | ヘディングゴール                                    | 中澤佑二、清水英斗                                                     |
| 7  | 2020年11月14日 | ボレーシュート                                      | 城彰二、丸山桂里奈                                                     |
| 8  | 2020年11月21日 | ドリブル                                            | 中澤佑二、岡部将和                                                     |
| 9  | 2021年01月15日 | ごっつぁんゴール                                    | 武田修宏、中澤佑二                                                     |
| 10 | 2021年01月22日 | アディショナルタイム                                | 名波浩、中澤佑二、上川徹                                               |
| 11 | 2021年02月23日 | 開幕戦                                              | 佐藤寿人、鈴木隆行                                                     |
| 12 | 2021年02月27日 | ルーキーイヤー                                      | 城彰二、中村憲剛                                                       |
| 13 | 2021年04月24日 | カウンター                                          | 名波浩、中澤佑二                                                       |
| 14 | 2021年05月03日 | スーパーサブ                                        | 名波浩、播戸竜二                                                       |
| 15 | 2021年06月24日 | スルーパス                                          | 中村憲剛、佐藤美希                                                     |
| 16 | 2021年06月27日 | オリンピック                                        | 中澤佑二、丸山桂里奈                                                   |
| 17 | 2021年09月19日 | ループシュート                                      | ラモス瑠偉、佐藤寿人                                                   |
| 18 | 2021年09月29日 | サイドバック                                        | 中澤佑二、加地亮、笹木かおり                                           |
| 19 | 2021年10月29日 | PK                                                  | 福田正博、佐藤寿人                                                     |
| 20 | 2021年10月30日 | 背番号10                                            | 中澤佑二、藤田俊哉、大竹七未                                           |
| 21 | 2022年01月09日 | センターバック                                      | 中山雅史、中澤佑二                                                     |
| 22 | 2022年01月10日 | コーナーキック                                      | 遠藤保仁、東口順昭、笹木かおり                                         |
| 23 | 2022年02月20日 | 名コンビ                                            | 中村憲剛、笹木かおり                                                   |
| 24 | 2022年02月25日 | トリックプレー                                      | 松井大輔、中澤佑二、笹木かおり                                         |
| 25 | 2022年05月04日 | 監督                                                | 松木安太郎、中澤佑二、笹木かおり                                       |
| 26 | 2022年05月05日 | ミドルシュート                                      | 大久保嘉人、中澤佑二、笹木かおり                                       |
| 27 | 2022年07月09日 | レフティー                                          | 小倉隆史、中澤佑二、笹木かおり                                         |
| 28 | 2022年07月16日 | ダービーマッチ                                      | 福西崇史、中澤佑二、笹木かおり                                         |
| 29 | 2022年09月03日 | 助っ人外国人                                        | 小島伸幸、中澤佑二、笹木かおり                                         |
| 30 | 2022年10月08日 | ボランチ                                            | 稲本潤一、中村憲剛、笹木かおり                                         |
| 31 | 2022年11月20日 | FIFAワールドカップ2022 世界の究極のワンプレーを探せ | 小島伸幸、佐藤寿人、武田修宏、巻誠一郎、中村憲剛、中澤佑二、笹木かおり |
| 32 | 2023年01月02日 | サッカーの園アウォーズ2022                          | 中村憲剛、中澤佑二、今野泰幸、楢崎正剛、西村拓真、笹木かおり           |
| 33 | 2023年01月04日 | 昇格・降格                                          | 佐藤寿人、片野坂知宏、谷澤達也、笹木かおり                             |
| 34 | 2023年02月25日 | スピードスター                                      | 岡野雅行、中澤佑二、笹木かおり                                         |
| 35 | 2023年03月04日 | 10代                                                | 稲本潤一、槙野智章、笹木かおり、森重真人、松木玖生                     |
| 36 | 2023年04月30日 | Jリーグ開幕30周年SP 歴代最強チームはどこだ？        | 中澤佑二、中村憲剛、岡野雅行、笹木かおり、藤田俊哉、三浦淳宏           |
| 37 | 2023年06月24日 | 移籍                                                | 中澤佑二、笹木かおり、松井大輔、今野泰幸                               |
| 38 | 2023年06月28日 | ワントップ                                          | 笹木かおり、中村憲剛、佐藤寿人                                         |